# Glockenpark Sofia

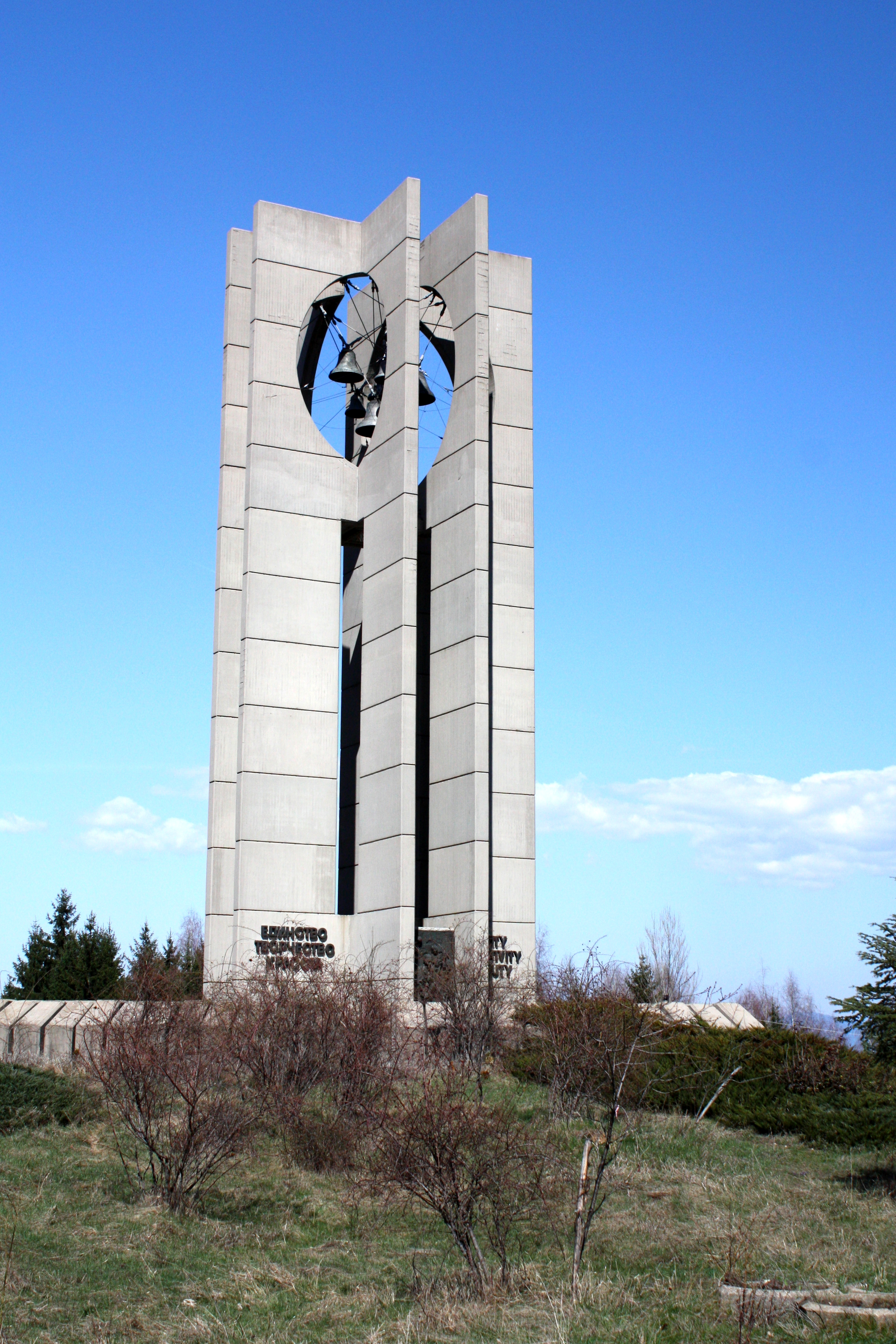
Kambanite

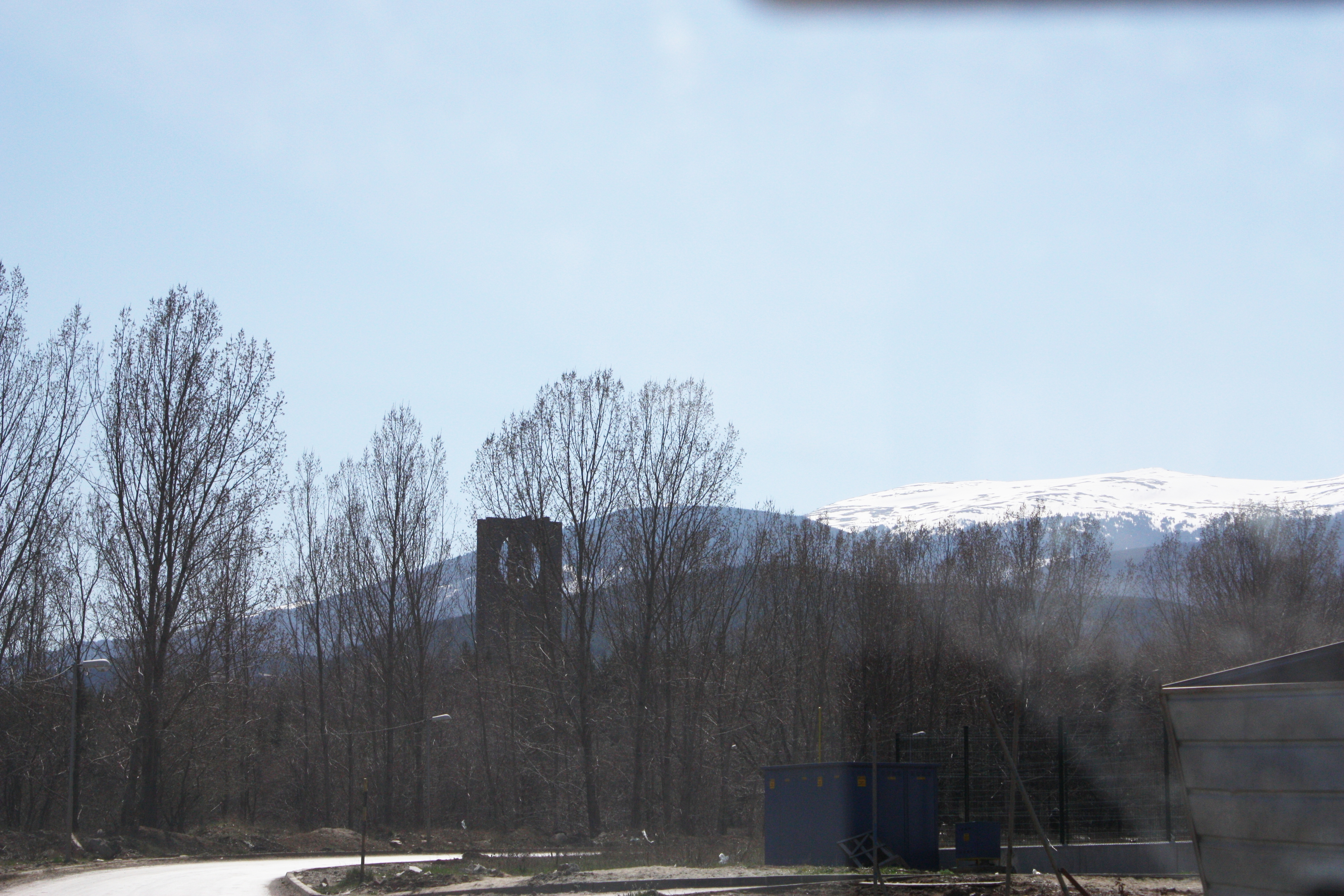
Der Park mit dem Glockenturm und dem Witoschagebirge im Hintergrund

Die Glocken (bulgarisch Камбаните/Kambanite) sind ein Park am Stadtrand von Sofia (Bulgarien) mit einem Glockenturm und über 70 Glocken aus verschiedenen Ländern der Erde.
Der offizielle Name der Anlage lautete „Park-Komplex ‚Die Glocken‘ beim Kinderparlament Banner des Friedens, Sofia“ (bulg. „Парк-комплекс ‚Камбаните‘ към Детската Асамблея ‚Знаме на Мира‘ София“) oder auch kurz „Monument ‚Banner des Friedens‘“ (bulg. Монумента “Знаме на мира”). Der Glockenturm wird auch als „Monument Unity Creativity Beauty“ bezeichnet. Der dazugehörige kleine Park heißt offiziell „Internationaler Park der Kinder der Welt“ (engl. „International park of the children of the world“; bulg. „Международен парк на децата от света“). Der kleine Park liegt am Fuße des Witoschagebirges, in der Nähe des Wohngebietes Mladost, an der Grenze der Stadtviertel Simeonowo und Pantscharewo, 500 Meter südlich des Sofioter Autobahnrings.

## Anlage

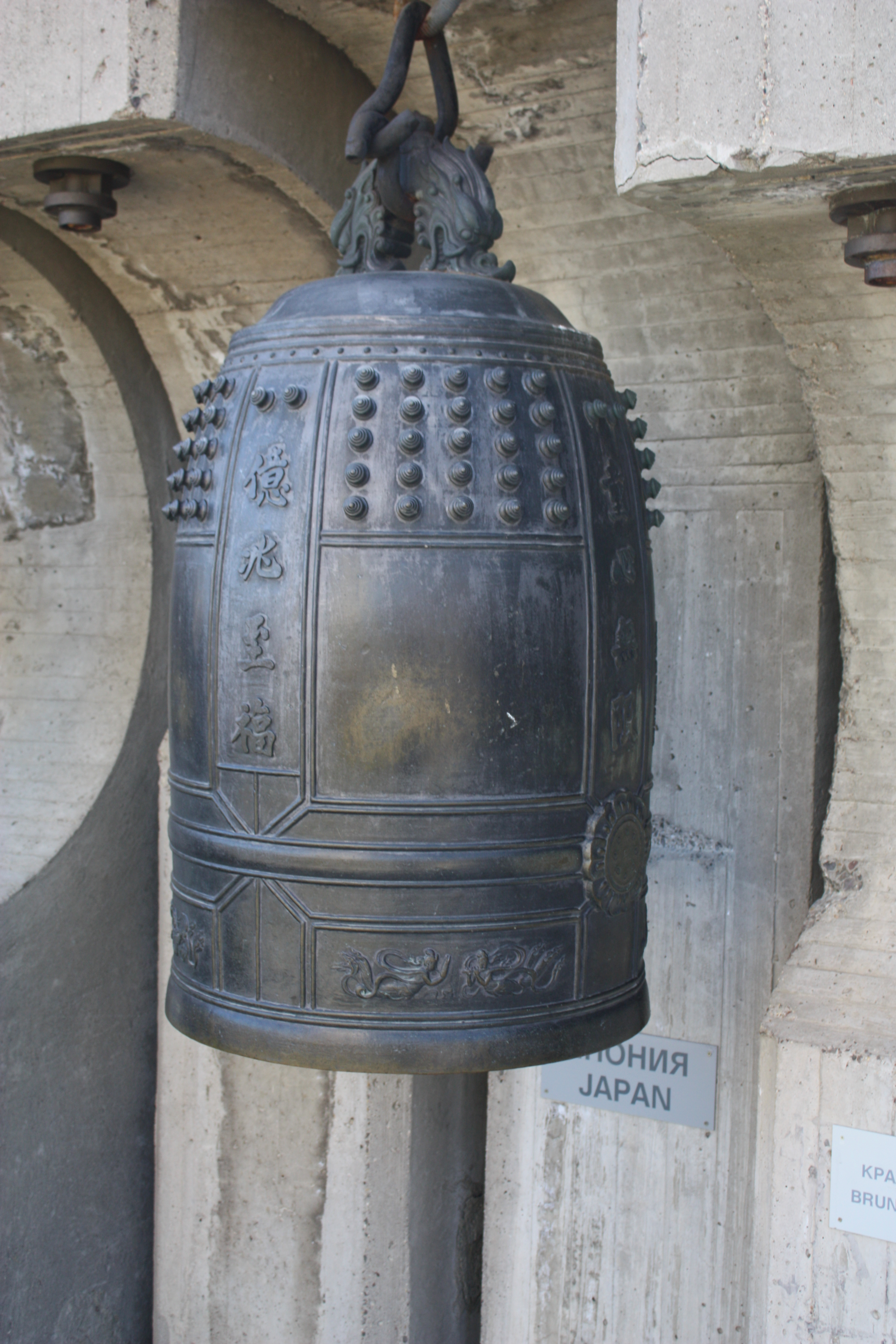
Die Glocke aus Japan

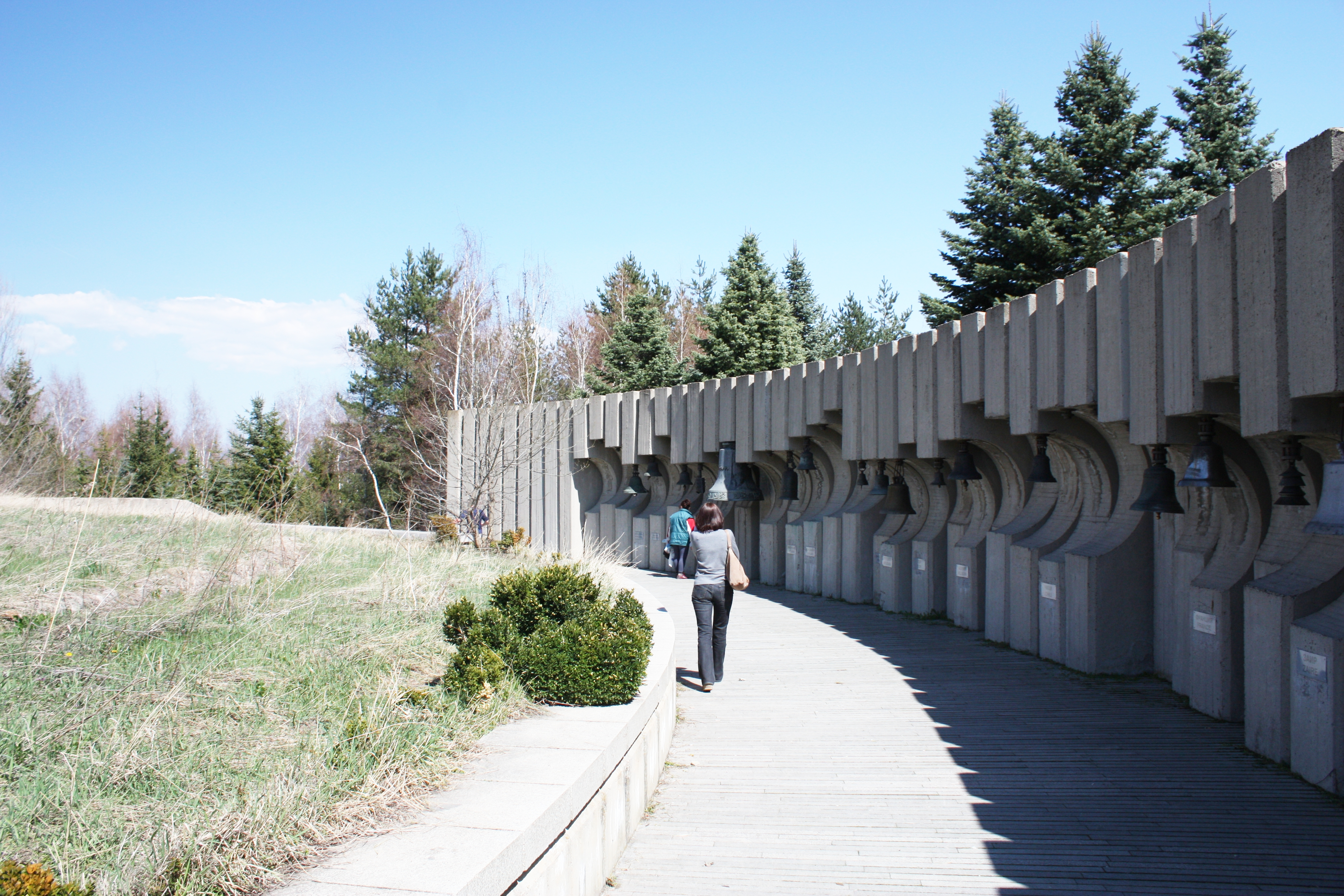
Die Glocken der einzelnen Länder – rechter Halbkreis

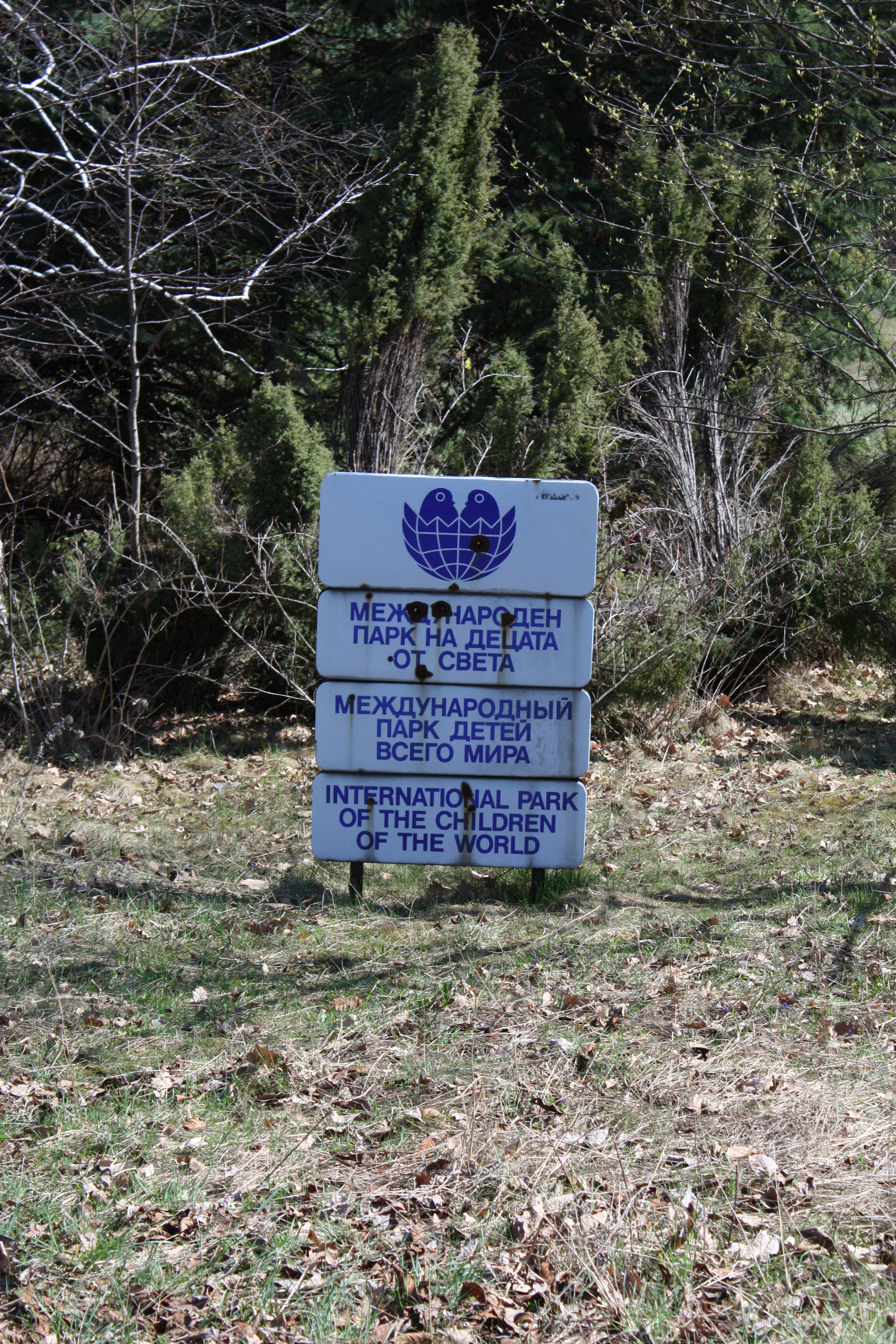
Zwei schlüpfende Küken im Ei – das Emblem des Kinderfestivals

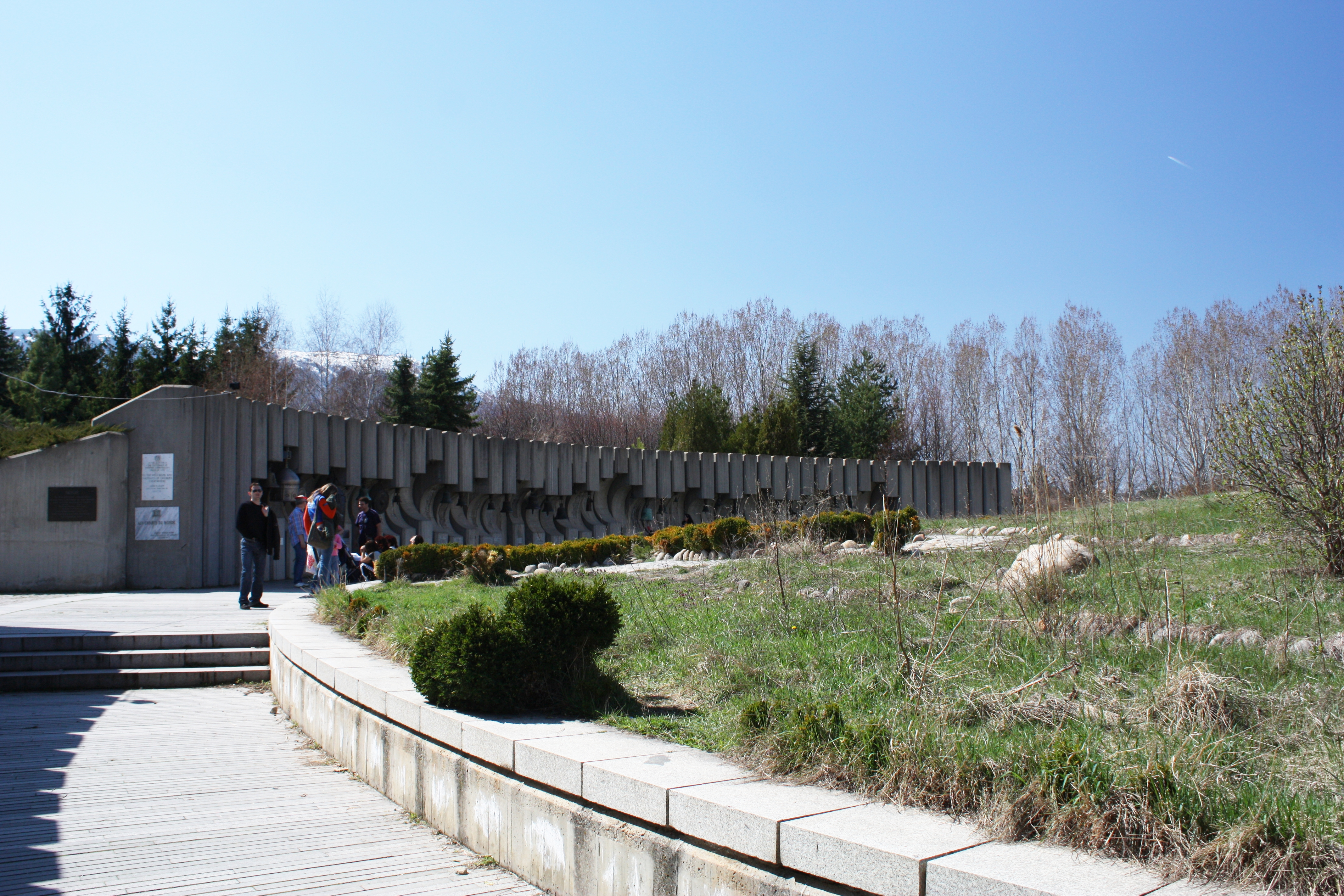
Die Glocken der einzelnen Länder – linker Halbkreis

Der Park mit der Glockenanlage wurde am 15. August 1979 von Ljudmila Schiwkowa eröffnet. Er war nach ihrer Idee und auf Betreiben hin gebaut worden. Die einflussreiche Tochter des langjährigen kommunistischen bulgarischen Partei- und Regierungschefs Todor Schiwkow war seit 1975 Kulturministerin (offizielle Bezeichnung: „Vorsitzende des Komitees für Kultur“) und seit 1979 Mitglied im Politbüro der Bulgarischen Kommunistischen Partei.
Um den zentralen Glockenturm bilden die Glocken der einzelnen Länder einen großen Kreis. Die bulgarische und englische Aufschrift am Sockel des Glockenturmes lautet: „Einheit, Kreativität, Schönheit“ (bulg. „Единство, Творчество, Красота“ / Edinstwo, Twortschestwo, Krassota). Eine große Reliefplatte am Glockenturm zeigt Ljudmila Schiwkowa, die von zahlreichen Kindern umgeben ist. Eine kleine Platte der UNESCO am Glockenturm trägt die französische Inschrift: Den Kinder der Welt (Amadou Mathar M'Bow, Generaldirektor der UNESCO, 25. August 1979). Unter anderem sind eine traditionelle japanische Tempelglocke und ein indonesischer Gong aufgehängt. Auch die Glocken der nicht mehr existierende Sowjetunion und der SFRJ sind dort noch vertreten. Hinzugekommen ist eine von der NATO gestiftete Glocke (Mai 2002). Auch eine Glocke zum 100-jährigen Bestehen des Rotary Clubs (1905–2005) ist aufgehängt. Ebenso ist ein nachträglich aufgehängt Glocke der Islamischen Republik Iran zu sehen. Unterhalb jeder Glock befindet sich eine Tafel, auf der das jeweilige Herkunftsland steht. Viele Glocken tragen auch direkt den Namen des Herkunftslandes. Der Erhaltungszustand der in Beton gebauten Anlage ist relativ gut. Lediglich an einigen Glocken sind nach über 30 Jahren Rostspuren zu erkennen.

## Kinderfestival „Banner des Friedens“
Bulgarien war 1979 Gastgeber des „Internationalen Kinderparlaments ‚Banner des Friedens‘“ (Banner of peace), das unter der Schirmherrschaft der UNESCO stand. Das im Rahmen des UNO-Weltkinderjahres 1979 in Sofia veranstaltete internationale Kinderfestival „Banner des Friedens“ (bulg. Знаме на Мира/Sname na mira; engl. Banner des Friedens) fand unter großer propagandistischer Begleitung in der bulgarischen Presse und Rundfunk statt. Auch eine bulgarische Briefmarkenserie wurde aus diesem Anlass herausgebracht.
Im Zusammenhang mit diesem „Welttreffen“ der Kinder aus 77 Ländern wurden der Park und die Glockenanlage 1979 geschaffen und eingeweiht. Am ersten Kinderparlament (16.–25. August 1979) nahmen 1979 Kinder aus 79 Ländern teil und stellten 68 verschiedenen Glocken auf, die fest in der Anlage montiert wurden.
Das Kinderfestival war als künstlerischer Wettbewerb für Literatur, Musik und bildende Kunst angelegt und fand unter dem Motto „Einheit, Kreativität, Schönheit“ statt, drei Grundbegriffen von Nicholas Roerich, der für „Frieden durch Kultur“ eintrat („Wo Kultur ist, ist Frieden, wo Frieden ist, ist Kultur.“)

## 1300-Jahr-Feier Bulgariens

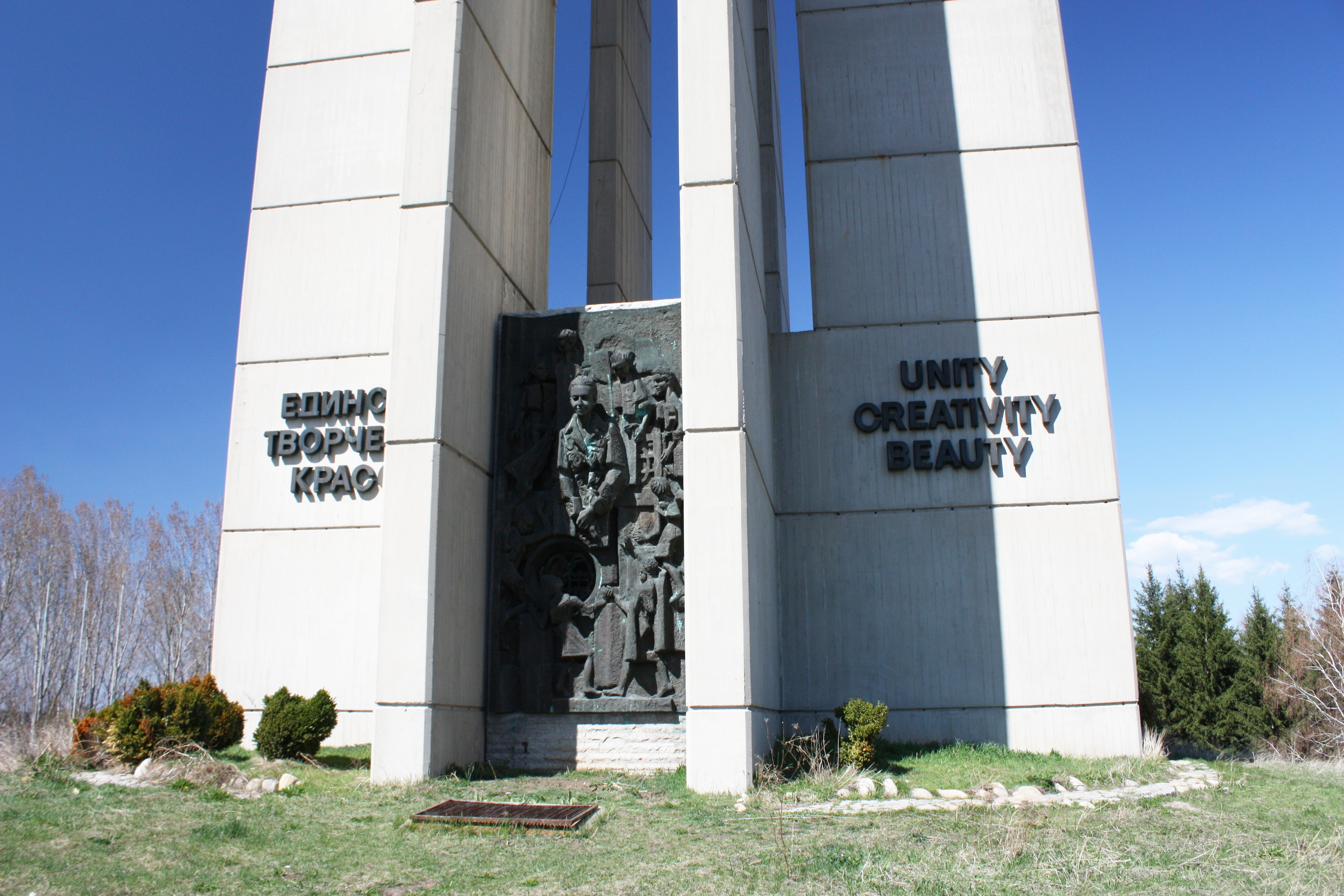
Bildnis von Ljudmila Schiwkowa

Für 1981 stand die 1300-Jahr-Feier Bulgariens bevor, mit der die Gründung des Bulgarischen Staates 681 (die Gründung war wohl 679, die Anerkennung als unabhängiger Staat seitens des Byzantinischen Reichs 681) begangen werden sollte. In diesem Jahr wurde der Kulturpalast in Sofia eröffnet mit einem riesigen Denkmal zur 1300-jährigen Geschichte Bulgariens. Im ganzen Land wurden Denkmäler zum 1300-jährigen Bestehen Bulgariens errichtet (bei Warna und Schumen). Im Justizpalast von Sofia wurde 1984 eine große Dauerausstellung zur 1300-jährigen Geschichte Bulgariens eingerichtet. Der erste bulgarische Satellit Bulgaria 1300 wurde mit sowjetischer Hilfe ins All geschossen. Der berühmte alte Baum im Piringebirge, die Bajkuschewa Mura, wurde auf 1300 Jahre datiert, auf das Gründungsdatum des Ersten Bulgarischen Reichs – vorher war er auf ein Alter von 1200 Jahren datiert worden. In diese staatlich gelenkte Euphorie zu den 1300-Jahr-Feiern Bulgariens reiht sich auch das Bestreben Ljudmila Schiwkowas ein, Bulgarien als sehr alte und gleichzeitig moderne Kulturnation in den Blickpunkt der Weltöffentlichkeit zu rücken. Die Initiative zur internationalen Bewegung „Banner des Friedens“ (engl. Banner of Peace), eine Art Weltkinderparlament, und die dafür errichtete Anlage Die Glocken waren eine Aktion im Vorfeld dieser Feierlichkeiten.

## Fortsetzung
Die Initiative zum Kinderparlament „Banner des Friedens“ war ursprünglich nur als einmaliges Ereignis geplant. Wegen des positiven internationalen Echos wurde dann aber beschlossen, solche Treffen alle drei Jahre zu wiederholen. Das Kindertreffen von 1989 verzeichnete eine Rekordteilnehmerzahl von 135 Ländern. 1990 wurden jedoch die 18 ausländischen Filialen der „International Children's Assembly 'Banner of Peace', Sofia“ geschlossen. Ewgenija Schiwkowa (bulg. Евгения Живкова), eine Parlamentsabgeordnete und die Tochter der Initiatorin Ljudmila Schiwkowa, hat 1999 das Kindertreffen wiederbelebt. Das 9. Kinderforum wurde 2007 in Kasanlak durchgeführt.
1999 wurde die Stiftung „Ljudmila Schiwkowa – Banner des Friedens“ (bulg. Фондация "Людмила Живкова – Знаме на мира"), eine nichtstaatliche Organisation, gegründet.